# Busy Signal
Busy Signal (anglès: Reanno Devon Gordon)  (Saint Ann, 24 de gener de 1979) és un artista de reggae i dancehall jamaicà.

## Trajectòria
Conegut com un dels artistes que lideren el moviment dancehall contemporani, Busy Signal ha estat en actiu des del 2003 i va publicar el seu senzill de debut «Step Out» el 2005 acompanyat d'un videoclip.
El 22 de setembre de 2008 Busy Signal va publicar el seu segon àlbum d'estudi titulat Loaded, una recopilació de 15 cançons a través de VP Records de coneguts èxits de dancehall com «Jail», «Whine Pon Di Edge» i «These Are the Days», així com temes nous com ara «People So Evil» i «Hustle Hard».
El 21 de maig de 2012, Busy Signal va ser arrestat a l'aeroport internacional Norman Manley de Jamaica a causa d'una ordre d'extradició als Estats Units. Va ser extradit als Estats Units el 19 de juny, on va enfrontar-se a càrrecs relacionats amb la possessió de cocaïna i el setembre de 2012 va rebre una condemna de sis mesos de presó. BBC Music va classificar Reggae Music Again com a número 7 a la llista dels 25 millors àlbums del 2012.
Busy Signal apareix a l'àlbum de No Doubt Push and Shove, col·laborant amb el grup i Major Lazer a la cançó principal. També apareix al segon àlbum de Major Lazer Free the Universe, a la cançó «Watch Out For This (Bumaye)», que va ser un senzill d'èxit a diversos països europeus. El seu àlbum Parts of the Puzzle es va publicar el 4 d'octubre de 2019 amb VP Records i va entrar a la llista Reggae Albums de Billboard al número 2. El mateix any va col·laborar amb Bad Gyal a la cançó «Santa Maria».

## Discografia
- 2005: Step Out (Greensleeves)
- 2008: Loaded (VP)
- 2010: D.O.B. (VP)
- 2012: Reggae Music Again (VP)
- 2019: Parts of the Puzzle (VP)